# NUDIST
『NUDIST』（ヌーディスト）とは、1992年11月21日に発売された荻野目洋子の15作目のオリジナル・アルバム。発売元はビクター音楽産業（規格品番：VICL-357）。

## 概要・背景
1992年、2作目のオリジナル・アルバムとなった本作は、シングル曲は1曲も収録されておらず、前作『流行歌手』に続き荻野目自らYOKO名義で2曲の作詞に参加している。荻野目は、自分が置かれた環境と「本当の自分はどこにあるんだろう」という思いに苦しんだ時期もあり、このアルバムでは「なるべく心の内面を曝け出したい」という思いで書いたという。M-11「思い出のクリスマス」は、当時イタリアに住んでいた兄をイメージし、「遠くにいる大事な人を想う気持ちってこんな感じかなぁ」と想像しながら書いたと話している。
音楽プロデューサーはパブリック・イメージの月光恵亮。全曲、井上龍仁（月光の別名義）のほか、音楽ユニット・ESSEXの須貝幸生及び神長弘一による編曲で構成されている。月光と関係の深い朝野深雪・みかみ麗緒・ジョーイ・カーボーンに加えてLINDBERGの小柳"cherry"昌法、白井貴子、奥居香、広瀬さとし・岡野ハジメなどのミュージシャンが楽曲提供している。荻野目は月光について「キャッチ―なメロディーやフレーズ作りがすごくお上手。ホントにいいものを作ってくださるから、『そうか、そうなんだ!』と理解出来るとちゃんとついて行けるというか。だから全面的に信頼してましたね。」と評しており、このアルバムではバンドサウンドが親しみやすい形になっていて、今聴いても全く古さを感じさせないところがすごいと後述している。

### タイアップ
収録曲「ラストダンスは私に」は、荻野目が出演したTBSテレビ系スペシャルドラマ『デザイナー物語 ～夢追いかけてパリへ～』の主題歌として使用された。ちなみにこの曲はシングルカットされる話もあったが、タイミングが合わず実現しなかったという。

## 再発盤
2010年5月26日に荻野目のデビュー25周年・リイシュー企画として、高音質SHM-CD規格・紙ジャケット仕様・最新リマスタリングにて『NUDIST [+5]』が発売された。
ボーナス・トラックとして「あなたに帰りたい」「コーヒールンバ」「ダンシング・ヒーロー (Eat You Up)」「Moonlight Blue」「STEAL YOUR LOVE」以上5曲のクラブ・ミックスが収録されている。

## 収録曲

### CD
| 全編曲: 須貝幸生・神長弘一・井上龍仁。 |                                 |            |                                |      |
| #                                      | タイトル                        | 作詞       | 作曲                           | 時間 |
| 1.                                     | 「REPLICAのKISS」               | 海あさこ   | 井上龍仁                       | 3:58 |
| 2.                                     | 「ラストダンスは私に」          | 白井貴子   | 奥居香                         | 4:33 |
| 3.                                     | 「いつまでもDON'T LET ME DOWN」 | みかみ麗緒 | 広瀬さとし                     | 3:57 |
| 4.                                     | 「NUDIST」                      | YOKO       | Joey Carbone & Dennis Belfield | 3:56 |
| 5.                                     | 「Joy Luck Club」               | 朝野深雪   | 石川正                         | 4:19 |
| 6.                                     | 「SMILE FOR ME」                | 井上龍仁   | 井上龍仁                       | 4:56 |
| 7.                                     | 「おねがい POST MAN」           | KAO        | 岡野ハジメ                     | 4:00 |
| 8.                                     | 「She's just a rival」          | 今井むつみ | Joey Carbone & Dennis Belfield | 4:01 |
| 9.                                     | 「わかってないよね CHI,CHI」    | 入賀卓     | Johnnie Fingers                | 4:00 |
| 10.                                    | 「HIT IT」                      | 豊島智子   | 須貝幸生                       | 3:54 |
| 11.                                    | 「思い出のクリスマス」          | YOKO       | 小柳昌法                       | 4:13 |

| 全編曲: 須貝幸生・神長弘一・井上龍仁（M-14を除く。M-14のみ須貝幸生・神長弘一・片岡俊彦）。 |                                                 |                                    |                    |       |
| #                                                                                          | タイトル                                        | 作詞                               | 作曲               | 時間  |
| 12.                                                                                        | 「あなたに帰りたい」(Club Mix)                  | 朝野深雪                           | 井上龍仁           | 6:26  |
| 13.                                                                                        | 「コーヒー・ルンバ」(Club Mix)                  | Jose Manzo perroni (訳詞) 中沢清二 | Jose Manzo perroni | 7:25  |
| 14.                                                                                        | 「ダンシング・ヒーロー (Eat You Up)」(Club Mix) | A.Kyte - T.Baker (訳詞) 篠原仁志   | A.Kyte - T.Baker   | 5:50  |
| 15.                                                                                        | 「Moonlight Blue」(Club Mix)                    | 朝野深雪                           | Joey Carbone       | 5:29  |
| 16.                                                                                        | 「STEAL YOUR LOVE」(Club Mix)                   | みかみ麗緒                         | 広瀬さとし         | 6:39  |
| 合計時間:                                                                                  | 合計時間:                                       | 合計時間:                          | 合計時間:          | 77:36 |

## レコーディング参加
- 神長弘一 - ギター
- 須貝幸生 - ベース、プログラミング
- 鷹羽仁 - キーボード、ディレクター
- 本田雅人（T-SQUARE）- サックス
- 井上龍仁 - コーラス
- 村田有美 - コーラス

## 参考資料
- 荻野目洋子『NUDIST+5』（SHM-CD（ライナーノーツ））ビクターエンタテインメント、2010年5月26日。VICL-70065。